# 제프 카터 (아이스하키 선수)
제프리 J. "제프" 카터(영어: Jeffrey J. "Jeff" Carter, 1985년 1월 1일~)는 캐나다의 아이스하키 선수로 포지션은 센터와 라이트윙이다. 현재 내셔널 하키 리그(NHL)의 피츠버그 펭귄스 소속으로 뛰고 있다. 2003년 NHL 드래프트에서 전체 11위로 필라델피아 플라이어스의 지명을 받았으며, 필라델피아 플라이어스, 콜럼버스 블루재키츠, 로스앤젤레스 킹스 소속으로 뛰었다.
청소년 선수 시절에는 온타리오 하키 리그(OHL)의 수 그레이하운즈에서 활동했으며, OHL 마지막 시즌에 퍼스트팀 올스타로 선정되었고 윌리엄 핸리 트로피와 CHL 올해의 선수상을 받았다. 이후 아메리칸 하키 리그의 필라델피아 팬텀스 소속으로 본격적으로 프로 경력을 시작하여 2005년 콜더컵 우승을 차지했다. 프로 경력 초기인 필라델피아 소속 시절에는 6시즌 동안 뛰며 팀의 득점 자원으로 활약했고 특히 2008–09 시즌 당시에는 46골을 기록하면서 NHL 전체 골 기록 순위 2위에 올랐다. 2011–12 시즌 당시에는 콜럼버스 블루재키츠 소속으로 39경기에 출전한 후 로스앤젤레스 킹스로 트레이드되었다. 이후 로스앤젤레스 킹스 소속 시절인 2012년과 2014년에 스탠리 컵 우승을 차지했고, 2009년과 2017년에 올스타전에 출전했다. 
국제 대회에서 캐나다 국가대표팀 소속으로 활동했으며, 2003년 U-18 세계 선수권 대회와 2005년 세계 주니어 선수권 대회에서 우승하면서 두각을 드러냈다. 그는 세계 주니어 선수권 대회에서 캐나다 역대 최다 득점 기록을 세웠으며, 2004년과 2005년 세계 주니어 선수권 대회 연속으로 올스타에 선정되었다. 이후 2006년 세계 선수권 대회에서 본격적으로 캐나다 성인 대표팀에서 뛰었으며, 2014년 동계 올림픽에서 캐나다팀의 금메달 획득에 기여했다.